# Stemorrhages sericea
Stemorrhages sericea là một loài bướm đêm trong họ Crambidae.